# 黑飛鼠屬
黑飛鼠屬（拉丁屬名：Aeromys；英語名：Large black flying squirrels）是一個歸於松鼠科、鼯鼠族（Pteromyini）下的一個屬，分佈於東南亞地區。目前共有兩物種：
- 黑飛鼠（學名：Aeromys tephromelas、英語：Black Flying Squirrel）
- 湯瑪斯飛鼠（學名：Aeromys thomasi、英語：Thomas's Flying Squirrel）